# ヴィーズマン
ヴィーズマン（Wiesmann）は、ドイツの自動車メーカーである。スポーツカーを専門に製造していたが、2013年8月に資金繰りの悪化により、ドイツ・ミュンスターの裁判所に破産を申請ののち、2014年に会社の清算を完了した。
その後、新たなオーナーによって2018年に復活、「GTMF5クーペ」と「MF4ロードスター」を販売したほか、2019年には復活第3弾として「MF6」を、2022年には「世界初のEVコンバーチブルロードスター」を掲げ、「プロジェクト・サンダーボール」を発表。
車に搭載されているエンジンは、BMW製。

## 車種
世代によって、MF3、MF4、MF5等の名前が付けられている。
- プロジェクト・サンダーボール
- MF6
- GT MF5 クーペ
- MF4 ロードスター
- GT
- ロードスター

## 日本での輸入元
- エリートスポーツが輸入していた。

## 脚註
1. 1 2  “ヴィーズマンが経営破綻から復活、再建後に初のスポーツカー発表”. 価格.com. (201808-09) 2022年11月24日閲覧。
2. ↑  Germany's Wiesmann Shuts Down - LEFT LANE、2015年4月2日。（インターネットアーカイブのキャッシュ）
3. ↑  “ヴィーズマン復活第3弾、新型スポーツ『MF6』はBMW M5 のエンジンを搭載。”. レスポンス. (2019年12月6日) 2022年11月24日閲覧。
4. ↑  “「世界初のEVコンバーチブルロードスター」標榜、航続は500km…ヴィーズマン”. レスポンス. (2022年11月24日) 2022年12月24日閲覧。